# Eois bolana
Eois bolana là một loài bướm đêm trong họ Geometridae.